# Rosângela Lagos
Rosângela Teress Semedo Lagos (ur. 9 maja 1980 w Praia) – koszykarka reprezentująca Republikę Zielonego Przylądka, uczestniczka mistrzostw Afryki 2005.
Na mistrzostwach w 2005 roku, reprezentacja Republiki Zielonego Przylądka zajęła siódme miejsce. Podczas tego turnieju, Lagos wystąpiła w pięciu meczach, w których zdobyła 23 punkty. Zanotowała także pięć asyst, cztery przechwyty, sześć zbiórek ofensywnych, 14 zbiórek defensywnych, a także 14 strat i siedem fauli. W sumie na parkiecie spędziła około 110 minut.